# Gadsden Coca-Cola Bottling Plant
La Gadsden Coca-Cola Bottling Plant est une ancienne usine d'embouteillage de Coca-Cola à Gadsden, en Alabama, dans le sud des États-Unis. Elle est inscrite au Registre national des lieux historiques depuis le 17 novembre 2023.